# Рогатин
Рога́тин (укр. Рогати́н) — город в Ивано-Франковском районе Ивано-Франковской области Украины. Административный центр Рогатинской общины.
Расположен на реке Гнилая Липа в 61 км от Ивано-Франковска.

## Население
В январе 1989 года численность населения составляла 9284 человек.
По данным переписи 2001 года, украинцы составляли 98,91 % населения Рогатина.
На 1 января 2017 года численность населения составляла 7925 человек.

### Языковой состав
Родной язык населения по данным переписи 2001 года:
| Язык       | Численность, чел. | Доля     |
| ---------- | ----------------- | -------- |
| Украинский | 8 404             | 99,33 %  |
| Другое     | 57                | 0,67 %   |
| Итого      | 8 461             | 100,00 % |

Украинский язык является основным и единственным официальным языком города.

## История
Известен с конца XII века. Городище Рогатина древнерусской эпохи расположено к западу от деревни Подгородье в урочище Замок на правом берегу Гнилой Липы. В 1415 году городу было дано магдебургское право.
Согласно одной из легенд, Роксолана жена султана Сулеймана І (Великолепного), и мать Селима ll, настоящее имя которой было Анастасия Лисовская, добившаяся большого расположения султана и влиявшая на политику Османской империи в 20-50-х годах XVI века, была на самом деле захваченной во время нападения татар в 1520 году рогатинской девушкой Настей (Александрой) Лисовской.
О казусе Роксоланы упоминал, в частности, Михайло (Михалон) Литвин («О нравах татар, литовцев и москвитян»).
С 1772 года по 1918 год город входил в Австро-Венгерскую империю в составе королевства Галиции и Лодомерии.
В 1910 году, 12 октября, здесь в еврейской семье мелкого торговца родился Натан Гланцберг — французский композитор, сочинявший лёгкую инструментальную музыку для кино и прославившийся как автор самых известных песен Эдит Пиаф.
C 14 ноября 1939 года в составе Украинской Советской Социалистической Республики Союза Советских Социалистических Республик.
2 июля 1941 года оккупирован германскими гитлеровскими войсками. Во время оккупации выходила газета издателя и редактора Н. Угрина-Безгрешного «Рогатинское слово».
23 июля 1944 года освобождён советскими войсками 1-го Украинского фронта в ходе Львовско-Сандомирской наступательной операции: 1-й гвардейской армии — 127-й стрелковой дивизией (генерал-майор И. П. Говоров) 107-го стрелкового корпуса (генерал-майор Д. В. Гордеев).

## Достопримечательности
- Церковь Рождества Пресвятой Богородицы
- Церковь Святого Духа; считается, что здесь служил священником Г. Лисовский, отец знаменитой Роксоланы (1505 год).
- Костёл святого Николая (1666 год)
- Церковь Святого Николая
- Церковь Св. Юрия
- Памятник Роксолане (Анастасии Лисовской)

## Галерея

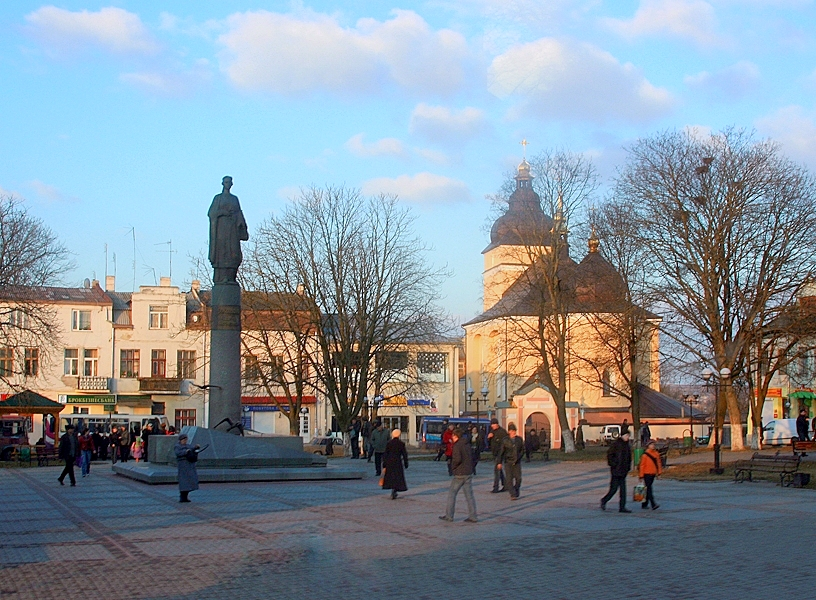
Центральная площадь и памятник Роксолане
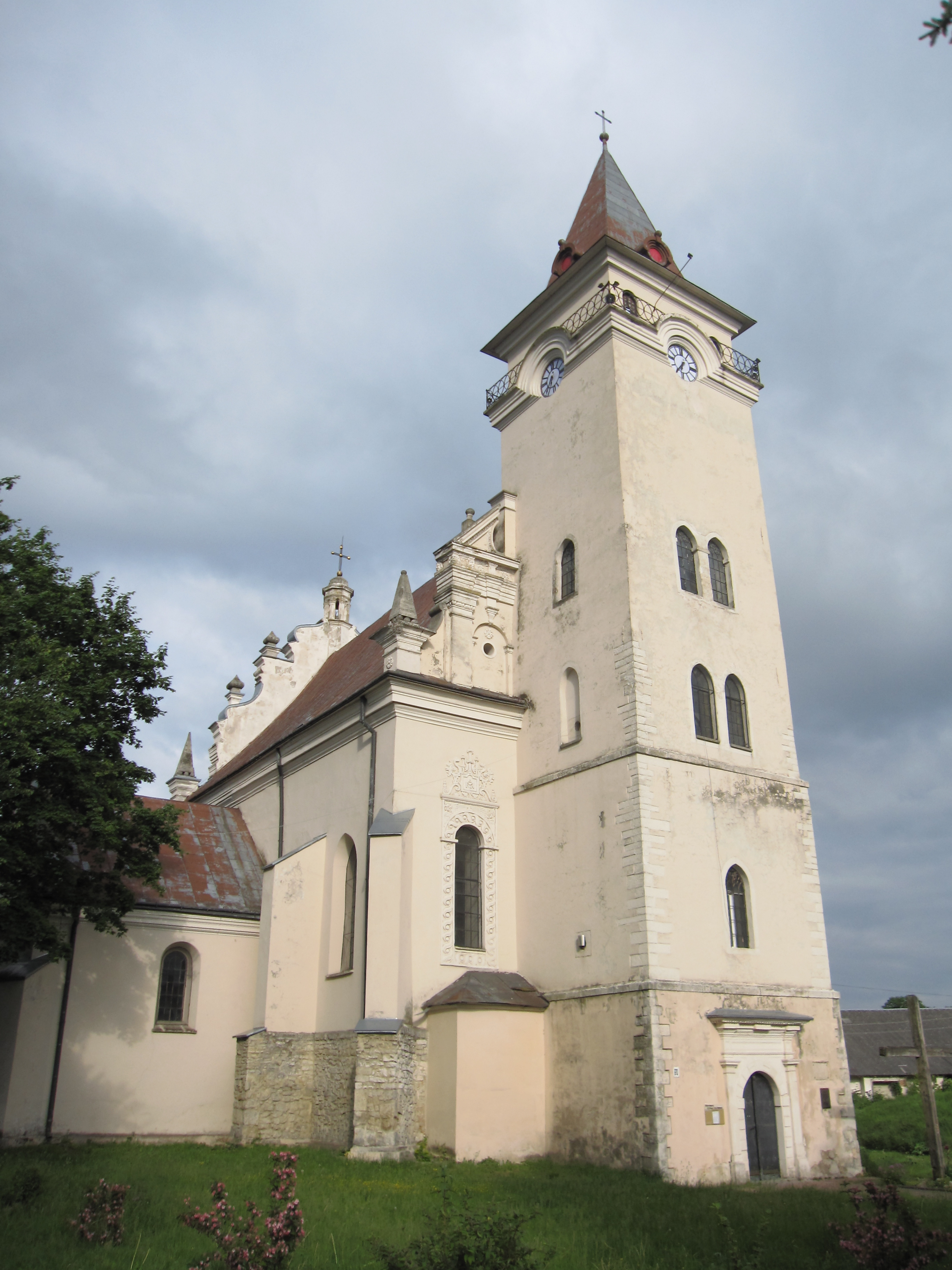
Костёл святого Николая
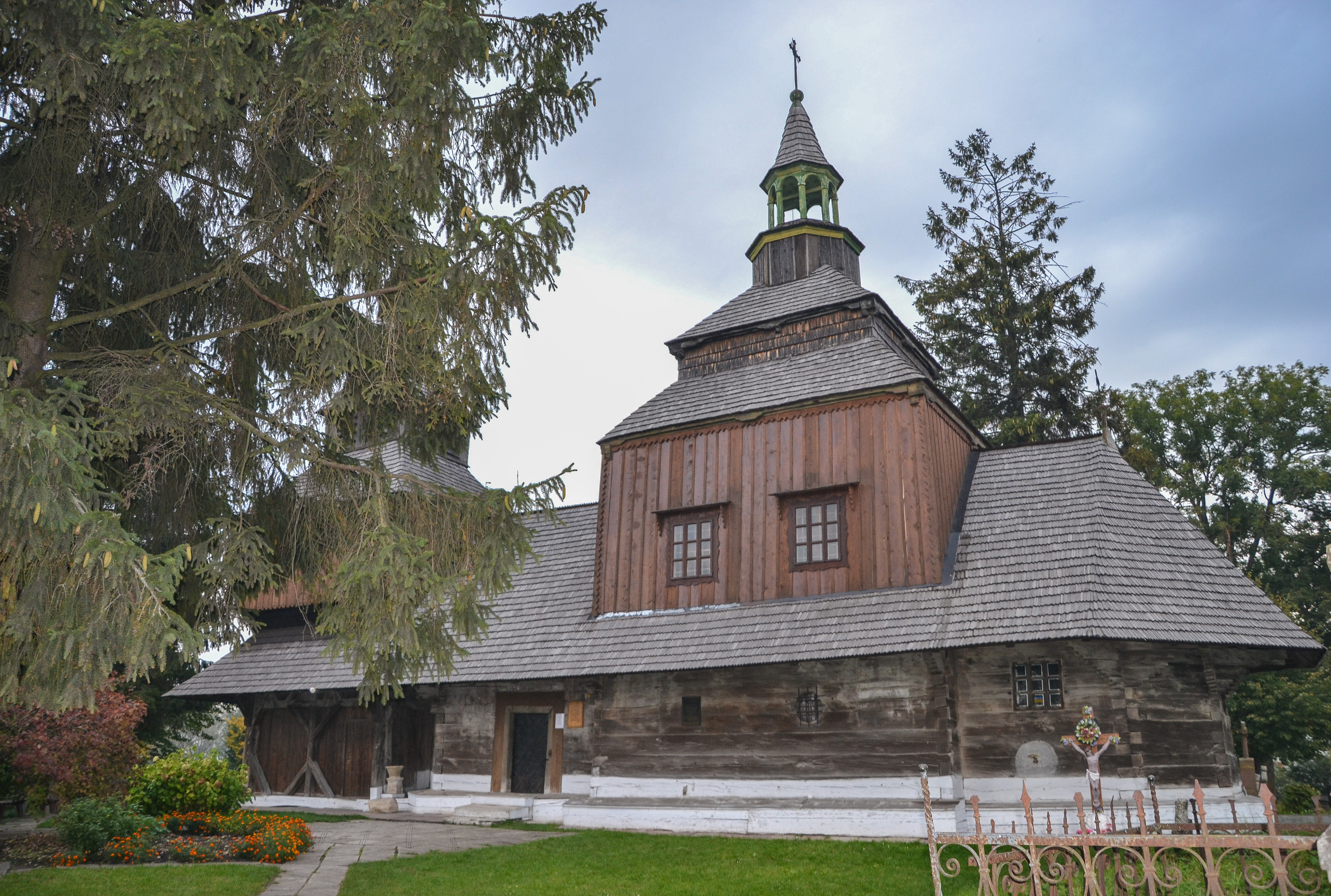
Деревянная церковь Святого Духа
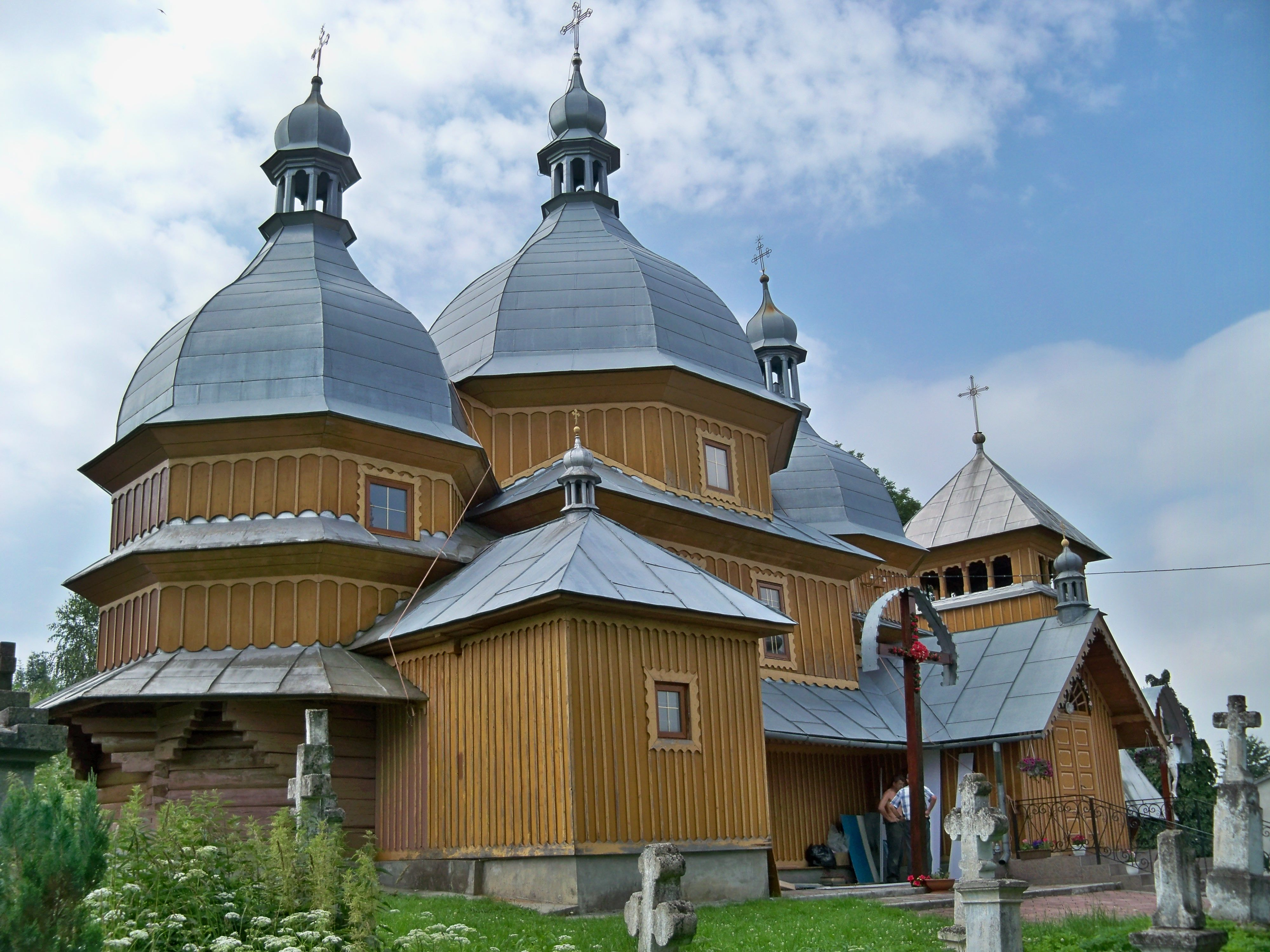
Церковь Св. Николая
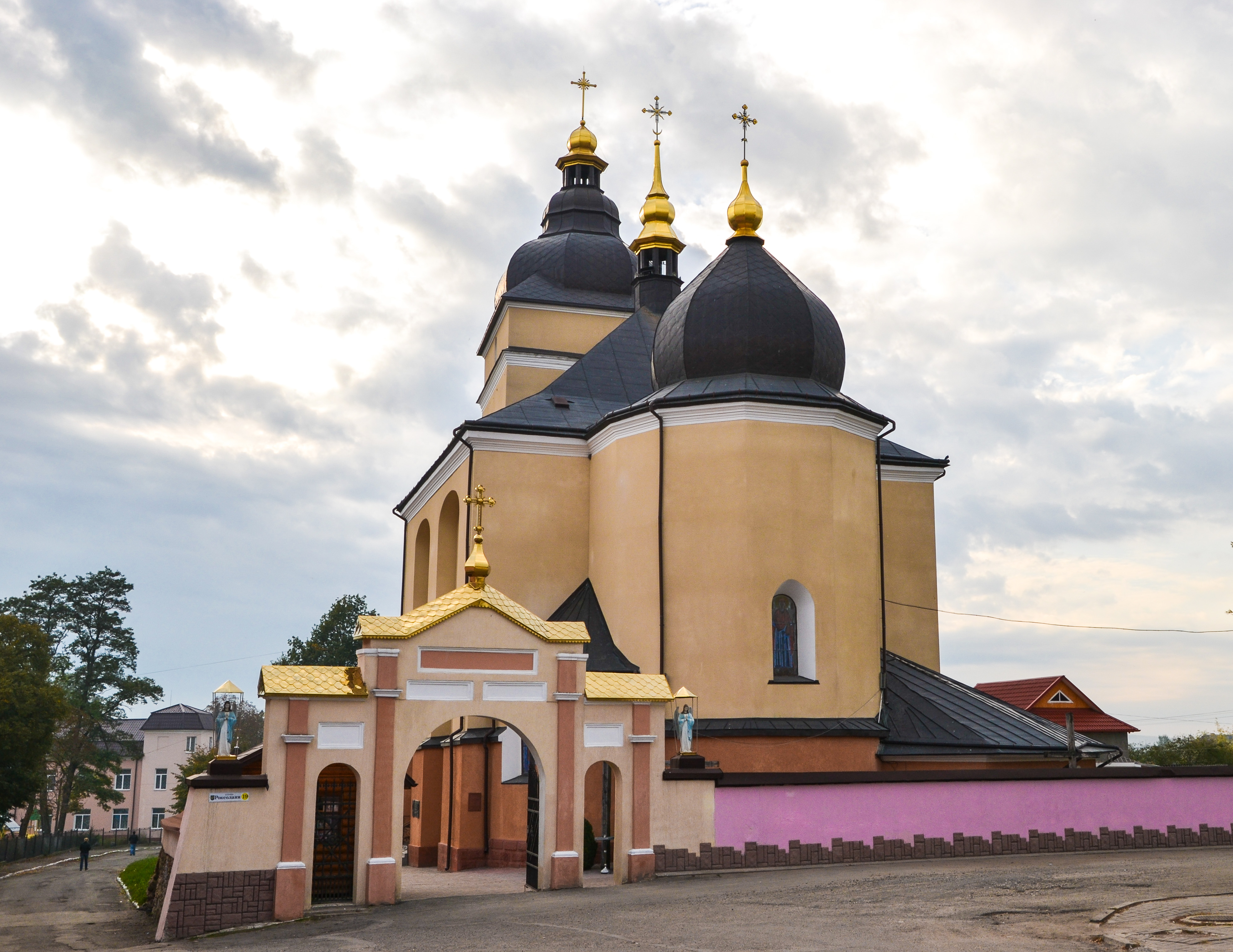
Церковь Рождества Пресвятой Богородицы
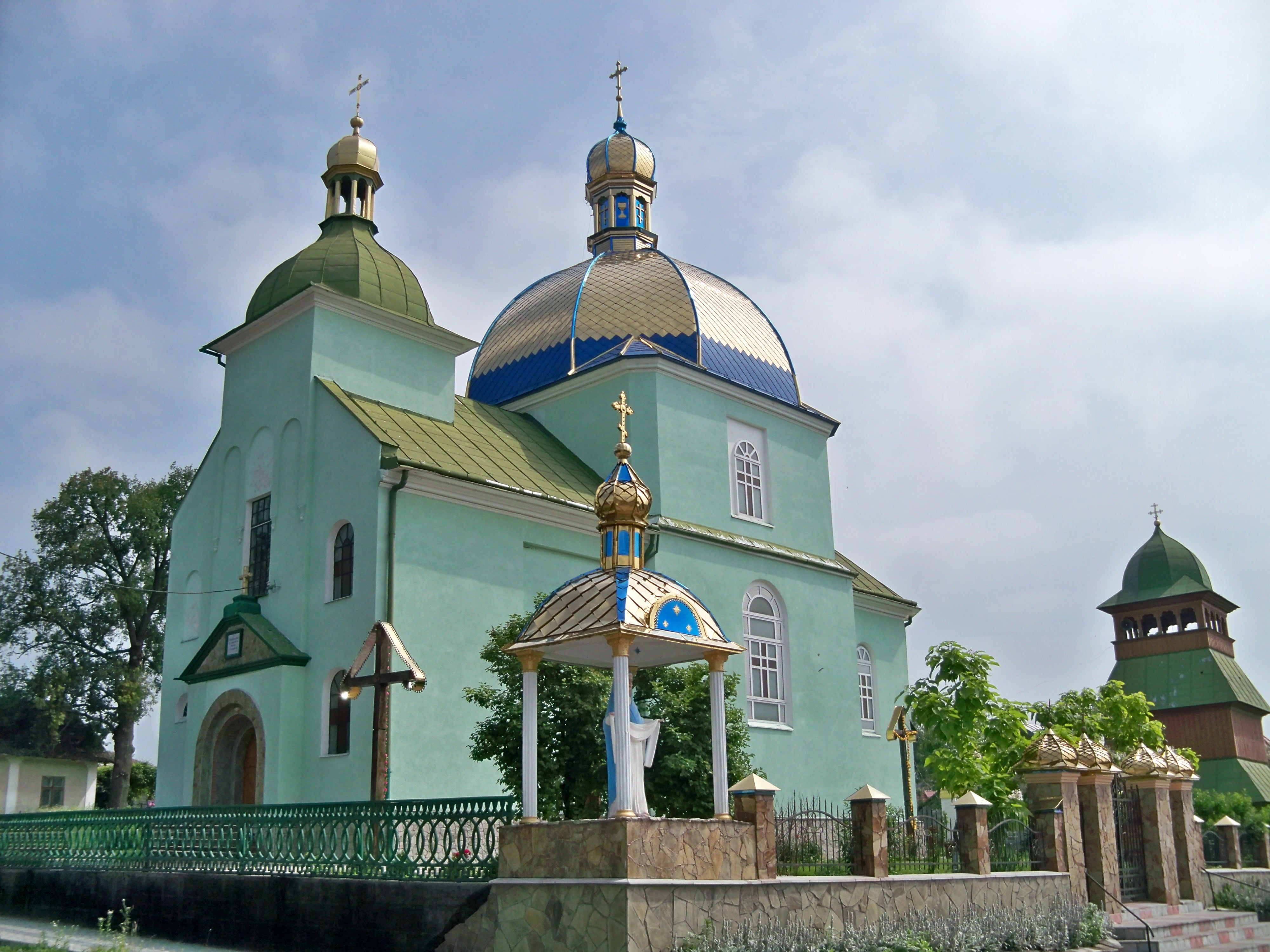
Церковь Св. Юрия
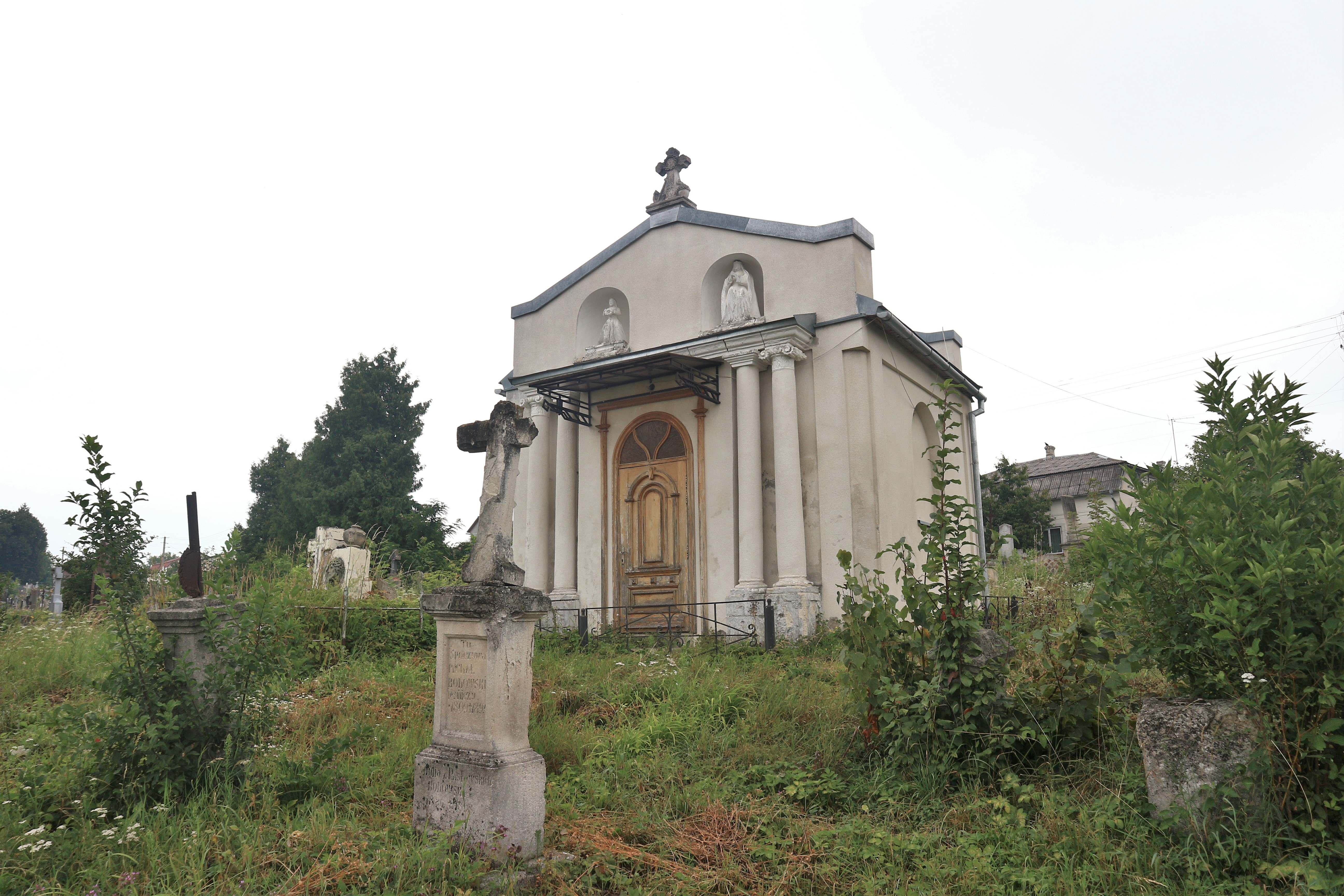
Часовня-усыпальница